# Michael Vanthourenhout

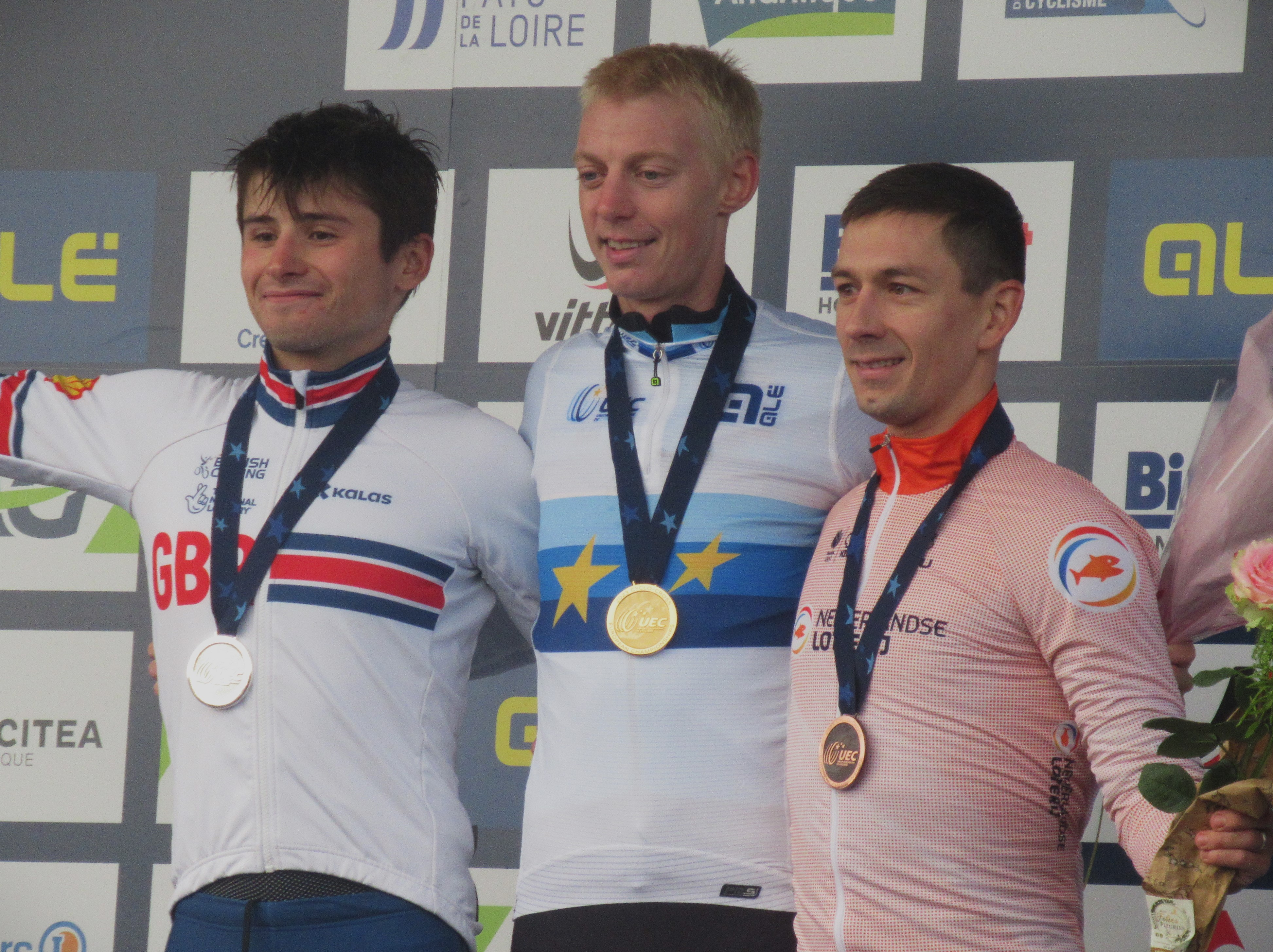
Michael Vanthourenhout wint voor de tweede maal goud op het Europees Kampioenschap in Pontchâteau 2023.

Michael Vanthourenhout (Brugge, 10 december 1993) is een Belgische veldrijder uit Wingene. Hij is de broer van Dieter Vanthourenhout en een neef van Sven Vanthourenhout. Sinds 1 januari 2014 rijdt hij voor het team Pauwels Sauzen-Bingoal. In 2022 en 2023 werd hij Europees kampioen.

## Biografie
Michael Vanthourenhout reed bij de junioren bij Boxx, het opleidingsteam van Christoph Roodhooft. Vanaf 2012 reed hij voor BKCP-Powerplus. Hij had hier een contract tot eind 2017 en had de afspraak dat hij vanaf 2015 prof zou worden. In november 2013 verbrak hij echter zijn contract en tekende hij bij Sunweb-Napoleon Games, waarvoor hij vanaf 2014 zou rijden. Hier kreeg hij meteen een profcontract, maar hij zou het eerste half jaar nog wel bij de beloften blijven rijden.
Bij de beloften won Vanthourenhout op een zwaar parcours het EK 2013, voor Mathieu van der Poel – die een hele tijd alleen op kop reed – en Gianni Vermeersch. Op het WK moest in Hoogerheide moest hij dat seizoen enkel Wout van Aert laten voorgaan. Een jaar later, in 2015, zou hij in Tábor wel wereldkampioen worden bij de beloften. In oktober 2014 behaalde Vanthourenhout in Ardooie zijn eerste profzege.
Vanthourenhout trouwde op 14 augustus 2021 met wielrenster Kelly Van den Steen. Op 29 april 2022 werd hun eerste kind, een zoon, geboren.
In 2022 en 2023 werd hij Europees kampioen.

## Palmares

### Elite
| Seizoen   | Wereldbeker                   | Superprestige | DVV Trofee         | WK  | EK  | BK  | Overige                           | Totaal aantal zeges |
| --------- | ----------------------------- | ------------- | ------------------ | --- | --- | --- | --------------------------------- | ------------------- |
| 2014-2015 |                               |               |                    | NVT | NVT | DNF | Ardooie                           | 1                   |
| 2015-2016 |                               |               |                    | 12e | 4e  | 4e  | Maldegem                          | 1                   |
| 2016-2017 |                               |               |                    | 17e | DNF | 7e  | Kruibeke, Contern                 | 2                   |
| 2017-2018 |                               |               |                    | ↑   | 4e  | 6e  |                                   | 0                   |
| 2018-2019 |                               |               |                    | 4e  | 4e  | ↑   |                                   | 0                   |
| 2019-2020 |                               |               |                    | 6e  | 4e  | 7e  | Vittel, Meulebeke                 | 2                   |
| 2020-2021 | Tábor                         | Merksplas     |                    |     | ↑   | ↑   | Bern                              | 3                   |
| 2021-2022 | Namen                         |               | Brussel            | 4e  | ↑   | 6e  | Meulebeke, Sint-Niklaas           | 4                   |
| 2022-2023 | Overijse, Val di Sole         |               |                    |     | ↑   | ↑   | Kruibeke, Meulebeke,Maldegem      | 7                   |
| 2023-2024 |                               |               |                    | ↑   | ↑   | ↑   | Gullegem, Zonnebeke, Sint-Niklaas | 4                   |
| 2024-2025 | Dublin, Namen, Eindklassement |               | Herentals, Brussel | 7e  | 10e | 9e  | Ardooie                           | 5                   |
| Totaal    | 6                             | 1             | 3                  | 0   | 2   | 1   | 16                                | 29                  |

### Jeugd
| Categorie | Seizoen   | Wereldbeker | Superprestige          | Bpost bank trofee | WK  | EK  | BK  | Overige   | Totaal aantal zeges |
| --------- | --------- | ----------- | ---------------------- | ----------------- | --- | --- | --- | --------- | ------------------- |
| Junioren  | 2009-2010 |             |                        |                   | DNS | DNS | 16e |           | 0                   |
| Junioren  | 2010-2011 |             |                        |                   | 6e  | 9e  | 6e  |           | 0                   |
| Junioren  | Totaal    | 0           | 0                      | 0                 | 0   | 0   | 0   | 0         | 0                   |
| Beloften  | 2011-2012 |             |                        | Ronse             | 26e | DNS | 5e  |           | 1                   |
| Beloften  | 2012-2013 |             | Middelkerke            | Ronse, Oudenaarde | 8e  | 10e | 7e  | Kalmthout | 4                   |
| Beloften  | 2013-2014 | Valkenburg  |                        |                   | ↑   | ↑   | 10e |           | 2                   |
| Beloften  | 2014-2015 | Valkenburg  | Diegem, eindklassement | Ronse, Oudenaarde | ↑   | DNF | NVT |           | 5                   |
| Beloften  | Totaal    | 2           | 2 (1x eindklassement)  | 5                 | 1   | 1   | 0   | 1         | 12                  |

## Ploegen
- 2012- BKCP-Powerplus
- 2013- BKCP-Powerplus
- 2014- Sunweb-Napoleon Games Cycling Team
- 2015- Sunweb-Napoleon Games Cycling Team
- 2016- Marlux-Napoleon Games
- 2017- Marlux-Napoleon Games
- 2018- Marlux-Bingoal
- 2019- Pauwels Sauzen-Bingoal
- 2020- Pauwels Sauzen-Bingoal
- 2021- Pauwels Sauzen-Bingoal
- 2022- Pauwels Sauzen-Bingoal
- 2023- Pauwels Sauzen-Bingoal
- 2024- Pauwels Sauzen-Bingoal

Adams · Albert · Bosmans · Meisen · Petruš · Šimůnek · van der Poel · D.Vanthourenhout · M.Vanthourenhout · Vermeersch · Walsleben
Adams · Albert · Bosmans · Hoeyberghs · Jauregui · Meisen · Petruš · van der Poel · D.Vanthourenhout · M.Vanthourenhout · Vermeersch · Walsleben
Aernouts · Braet · Cornu · T.Merlier · Pauwels · van Tichelt · D.Vanthourenhout · M.Vanthourenhout · Vantornout · Vermeersch · Degroote (stagiair)
De Clercq · Joseph · Pauwels · Van Den Bossche · Van Hecke · van Tichelt · D.Vanthourenhout · M.Vanthourenhout · Vantornout · Vermeersch
De Clercq · Jacobs · Joseph · Pauwels · Van Hecke · van Tichelt · D.Vanthourenhout · M.Vanthourenhout · Vantornout · Vermeersch
Debeir · Driesen · Iserbyt · Joseph · K. Pauwels · T. Pauwels · Siebens · D. Vanthourenhout · M. Vanthourenhout · Vantornout